# 加藤義一
加藤 義一（かとう よしかず、1972年 - ）は日本の映画監督である。

## 略歴
1972年、京都府生まれ。1993年、日活芸術学院卒業。
1995年、佐藤寿保監督『狩人たちの触覚』に助監督としてつく。
以降ピンク映画を中心に100本近くの作品で助監督を務める。
2001年、オーピー映画『牝監房 汚れた人妻』で監督デビュー（公開は2002年）。
以降、精力的な活動を続け、年間4本のペースで作品を作り続けている。

## 受賞歴
2008年には『痴漢電車 指先案内人』（原題『ヒロ子とヒロシ』）で、
2007年度ピンク大賞 監督賞、ピンク映画ベストテン第1位・受賞。
2010年には『壺姫ソープ／ぬる肌で裏責め』（原題『うたかたの日々』）で、
2009年度ピンク大賞・ピンク映画ベストテン第1位・受賞。

## フィルモグラフィ

### 監督作品
- 『牝監房　汚された人妻』（2002年） 監督デビュー
- 『京女、今宵も濡らして』（2002年）
- 『スチュワーデス　腰振り逆噴射』（2002年）
- 『いんらん夫人　覗かれた情事』（2002年）
- 『痴漢電車　快感！桃尻タッチ』（2003年）
- 『婚前交渉　淫夢に濡れて』（2003年）
- 『兄貴と俺』（2003年）
- 『ＳＭ女医　巨乳くい込む』（2003年）
- 『尻ふりスッチー　突き抜け淫乱気流』（2004年）
- 『義母の寝室　淫熟のよろめき』（2004年）
- 『兄貴と俺Ⅱ　燃える菊紋』（2004年）
- 『女子アナ秘局攻め』（2004年）
- 『新人バスガイド　くわえ上手な唇』（2005年）
- 『若妻ひとりＨ　夜まで待てない』（2005年）
- 『痴漢電車　ゆれて密着お尻愛』（2005年）
- 『美肌教師　巨乳バイブ責め』（2005年）
- 『淫らな果実　もぎたて白衣』（2006年）
- 『義父の愛戯　喪服のとまどい』（2006年）
- 『混浴温泉　湯煙で艶あそび』（2006年）
- 『兄貴と俺III　好きと言えなくて』（2006年）
- 『妹のおっぱい　ぷるり揉みまくり』（2007年）
- 『女医の裏顔　覗かれた秘め事』（2007年）
- 『痴漢電車　びんかん指先案内人』（2007年）

　　2007年度ピンク大賞・監督賞、ピンク映画ベストテン第1位・受賞 
- 『浪花ノーパン娘　－我慢でけへん－』（2007年）
- 『愛欲の輪廻　吸いつく絶頂』（2008年）
- 『女復縁屋　美脚濡ればさみ』（2008年）
- 『新・兄貴と俺　熱き男道』（2008年）
- 『ＣＡ発情フライト　腰ふりエッチ気流』（2008年）
- 『祇園エロ慕情　うぶ肌がくねる夜』（2009年）
- 『禁断の記憶　人妻が萌えるとき』（2009年）
- 『誘惑教師(秘)巨乳レッスン』（2009年）
- 『壺姫ソープ　ぬる肌で裏責め』 （原題『うたかたの日々』）（2009年）

　　2009年度ピンク大賞・ピンク映画ベストテン第1位・受賞
- 『痴漢電車　夢指で尻めぐり』（2010年）出演：かすみ果穂、紺野和香、ほたる、倖田李梨
- 『熟女訪問販売　和服みだら濡れ』（2010年）
- 『多感な制服 むっちり潤い肌』（2010年）　（原題 『もどりびと』）
- 『淫乱Ｗナース　パイズリ治療』（2010年）
- 『新人巨乳　はさんで三発!』（2014年11月21日公開）
- 『痴漢電車　食い込み夢マッチ』（2019年1月1日）[1]
- 『人妻の吐息　淫らに愛して』（2019年5月3日）[2]
- 『濡れ絵筆　家庭教師と息子の嫁』（2019年9月27日）[3]
- 『愛憎のうねり　淫乱妻とよばれて』（2019年11月8日）[4]
- 『パラレル・セックス　痴女が潜む街』（2020年3月27日）
- 『オトナのしおり とじて、ひらいて』（2020年7月3日、オーピー映画） [5]

- 『誘惑妻物語　濡れた人差し指』（2021年1月29日、オーピー映画）
- 『すけべ繁忙期　モーレツたらし込み』（2021年9月17日、オーピー映画）[6]
- 『隠密濡物帳 熟れごろ嫁さがし』（2023年1月20日、オーピー映画）
- 『とろ甘ダブル同棲 肉欲ラプソディ』（2024年9月6日、オーピー映画）
- 『人妻の指運動 濃厚お胸体験』（2025年4月4日、オーピー映画）

### Ｖシネマ監督作品
- 『暴行高速バス 欲望の雫』（2004年）
- 『フランス書院文庫　兄嫁姉妹』（2005年）
- 『妖艶くノ一伝 鍔女(つばめ)篇』（2006年）
- 『妖艶くノ一伝 紫雨(むらさめ)篇』（2007年）
- 『妖艶くノ一伝 矢魔女(やまめ)篇』（2007年）
- 『妖艶くノ一伝 蒼瞳(あおめ)篇』（2007年）
- 『人妻蟻地獄マンション 』（2009年）
- 『人妻痴漢倶楽部 沙織・恥辱と魔性の狭間で 』（2009年）